# Formerie
Formerie és un municipi francès, situat al departament de l'Oise i a la regió dels Alts de França. L'any 2007 tenia 2.106 habitants.

## Demografia

### Població
El 2007 la població de fet de Formerie era de 2.106 persones. Hi havia 909 famílies de les quals 310 eren unipersonals (106 homes vivint sols i 204 dones vivint soles), 266 parelles sense fills, 257 parelles amb fills i 76 famílies monoparentals amb fills.
La població ha evolucionat segons el següent gràfic:
Habitants censats

### Habitatges
El 2007 hi havia 1.038 habitatges, 933 eren l'habitatge principal de la família, 32 eren segones residències i 72 estaven desocupats. 814 eren cases i 213 eren apartaments. Dels 933 habitatges principals, 473 estaven ocupats pels seus propietaris, 443 estaven llogats i ocupats pels llogaters i 17 estaven cedits a títol gratuït; 66 tenien una cambra, 69 en tenien dues, 197 en tenien tres, 303 en tenien quatre i 298 en tenien cinc o més. 526 habitatges disposaven pel capbaix d'una plaça de pàrquing. A 523 habitatges hi havia un automòbil i a 191 n'hi havia dos o més.

### Piràmide de població
La piràmide de població per edats i sexe el 2009 era:
| Homes | Edats   | Dones |
| ----- | ------- | ----- |
| 0     | 95 o +  | 0     |
| 0     | 90 a 94 | 5     |
| 22    | 85 a 89 | 26    |
| 26    | 80 a 84 | 21    |
| 36    | 75 a 79 | 73    |
| 41    | 70 a 74 | 53    |
| 49    | 65 a 69 | 52    |
| 65    | 60 a 64 | 73    |
| 42    | 55 a 59 | 25    |
| 63    | 50 a 54 | 65    |
| 85    | 45 a 49 | 73    |
| 86    | 40 a 44 | 101   |
| 92    | 35 a 39 | 64    |
| 66    | 30 a 34 | 65    |
| 62    | 25 a 29 | 89    |
| 75    | 20 a 24 | 53    |
| 75    | 15 a 19 | 57    |
| 96    | 10 a 14 | 90    |
| 52    | 5 a 9   | 59    |
| 53    | 0 a 4   | 49    |

## Economia
El 2007 la població en edat de treballar era de 1.257 persones, 890 eren actives i 367 eren inactives. De les 890 persones actives 757 estaven ocupades (436 homes i 321 dones) i 133 estaven aturades (61 homes i 72 dones). De les 367 persones inactives 119 estaven jubilades, 78 estaven estudiant i 170 estaven classificades com a «altres inactius».

### Ingressos
El 2009 a Formerie hi havia 933 unitats fiscals que integraven 2.144,5 persones, la mediana anual d'ingressos fiscals per persona era de 14.124 €.

### Activitats econòmiques
Dels 122 establiments que hi havia el 2007, 1 era d'una empresa extractiva, 8 d'empreses alimentàries, 1 d'una empresa de fabricació d'elements pel transport, 7 d'empreses de fabricació d'altres productes industrials, 5 d'empreses de construcció, 38 d'empreses de comerç i reparació d'automòbils, 6 d'empreses de transport, 8 d'empreses d'hostatgeria i restauració, 9 d'empreses financeres, 3 d'empreses immobiliàries, 12 d'empreses de serveis, 16 d'entitats de l'administració pública i 8 d'empreses classificades com a «altres activitats de serveis».
Dels 34 establiments de servei als particulars que hi havia el 2009, 1 era una oficina d'administració d'Hisenda pública, 1 gendarmeria, 1 oficina de correu, 4 oficines bancàries, 4 tallers de reparació d'automòbils i de material agrícola, 1 taller d'inspecció tècnica de vehicles, 2 autoescoles, 1 paleta, 1 guixaire pintor, 1 fusteria, 1 lampisteria, 1 electricista, 6 perruqueries, 3 veterinaris, 4 restaurants, 1 agència immobiliària i 1 saló de bellesa.
Dels 19 establiments comercials que hi havia el 2009, 1 era un hipermercat, 2 botiges de menys de 120 m², 3 fleques, 5 carnisseries, 1 una botiga de congelats, 1 una peixateria, 2 botigues de roba, 1 una sabateria, 1 una botiga de material de revestiment de parets i terra i 2 floristeries.
L'any 2000 a Formerie hi havia 12 explotacions agrícoles que ocupaven un total de 486 hectàrees.

## Equipaments sanitaris i escolars
El 2009 hi havia 2 farmàcies i 1 ambulància.
El 2009 hi havia 1 escola maternal i 1 escola elemental. Formerie disposava d'un col·legi d'educació secundària amb 445 alumnes.

## Poblacions més properes
El següent diagrama mostra les poblacions més properes.